# Los dientes del diablo
Los dientes del diablo es una película anglosajona dirigida por Nicholas Ray.
Basado en la novela de Hans Ruesch Top of the World editada en castellano bajo el título de El país de las sombras largas.

## Argumento
Historia sobre los esquimales y su forma de vida en los bellos y fríos parajes del polo.
La película es un acercamiento casi documental a las costumbres de los habitantes del ártico, hasta que bien entrada la misma, Inuk (Anthony Quinn) entra en contacto con el hombre blanco para conseguir un rifle y así alimentar a su familia más fácilmente. Este contacto le llevará a una situación verdaderamente trágica que supondrá el fin de su modo de vida.

## Reparto
| Actor             | Personaje          | Notas              |
| ----------------- | ------------------ | ------------------ |
| Anthony Quinn     | Inuk               |                    |
| Yoko Tani         | Asiak              |                    |
| Nikki van der Zyl | Asiak              | Voz. No acreditado |
| Peter O'Toole     | El primer Trooper  |                    |
| Robert Rietti     | El primer Trooper  | Voz. No acreditado |
| Carlo Giustini    | El segundo Trooper |                    |
| Lee Montague      | Ittimargnek        |                    |
| Marco Guglielmi   | Misionario         |                    |
| Anna Wong         | Hiko               |                    |
| Kaida Horiuchi    | Imina              |                    |
| Anthony Chinn     | Kiddok             |                    |
| Michael Chow      | Undik              |                    |
| Marie Yang        | Powtee             |                    |
| Andy Ho           | Anarvik            |                    |
| Yvonne Shima      | Lulik              |                    |
| Francis de Wolff  | Comerciante        |                    |

- Datos: Q2137376